# Rukinzo Football Club
Actualités
Le Rukinzo Football Club est un club burundais de football basé à Bujumbura.

## Histoire
Le club est fondé en 2010, étant le club de la police, il débute en troisième division. Le club rate de peu la montée en deuxième division dès sa première saison, éliminé en demi-finale de promotion aux tirs au but.
Lors de la saison 2017-2018, le Rukinzo FC termine premier de son groupe en deuxième division et est promu directement en Ligue A. Lors des deux premières saisons en première division, le club atteint deux fois la finale de la Coupe du Burundi, battu en 2019 par Aigle Noir et en 2020 par Musongati FC. En 2024, lors de la troisième finale de son histoire, le club remporte sa première Coupe nationale avec une victoire 2 à 1 contre Flambeau du Centre.
En 2019, en perdant la finale de la Coupe contre le champion Aigle Noir, le Rukinzo FC se voit qualifier la première fois pour une compétition continentale. Il sera éliminé au premier tour de la Coupe de la confédération 2019-2020 par le Triangle FC du Zimbabwe.
Lors de sa deuxième participation, en Coupe de la confédération 2024-2025, le club passe le premier tour mais sera éliminé par les Tunisiens du CS sfaxien.

## Palmarès
- Coupe du Burundi : (1)
  - Vainqueur : 2024
  - Finaliste : 2019, 2020